# Democratic Youth Federation of India

DYFI:s fana.

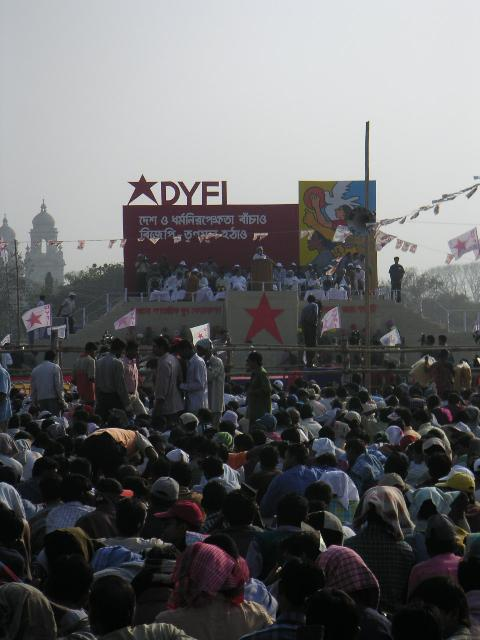
DYFI-möte i Kolkata.

Democratic Youth Federation of India (på hindi भारत कि जनवादी नौजवन सभा, Bharat ki Janvadi Naujavan Sabha), är Communist Party of India (Marxist):s ungdomsförbund.[källa behövs] DYFI grundades 1980. Innan dess hade dock CPI(M) haft olika ungdomsorganisationer på delstatsnivå.
DYFI ger ut tidskriften Youth Stream. På delstatsnivå finns flera publikationer, bl.a. Jubashakti i Västbengalen.
Generalsekreterare för DYFI är Tapas Sinha och ordförande är K.N. Balagopal.
DYFI är medlemmar av Demokratisk Ungdoms Världsfederation.
I Tripura finns en särskild organisation, ansluten till DYFI, som kallas Tribal Youth Federation.